# Agostino Reale
Agostino Reale (Pavia, 4 luglio 1790 – Pavia, 10 agosto 1855) è stato un giurista e patriota italiano.
Fu tra gli studiosi che iniziarono a trattare in modo sistematico il diritto nella prima metà del XIX secolo.

## Biografia
Nacque nel 1790 a Pavia.
Fu docente di diritto civile austriaco dal 1822 al 1842 presso l'Università di Pavia. Nel 1832 divenne rettore e nel 1855 decano. Partecipò in modo attivo ai moti del 1848, tanto da fare scudo agli studenti col proprio corpo, l'8 febbraio 1848, contro i soldati imperiali.
Pubblicò a partire dal 1816 varie opere giuridiche; la sua opera maggiore è Istituzioni del diritto civile austriaco con le differenze dal codice civile francese, dal parmense, dal romano e dalla legislazione sarda, pubblicata in tre volumi dal 1829 al 1832.
Morì nel 1855 a Pavia.

## Opere
- Principj direttivi alla conoscenza ed applicazione delle leggi austriache preceduti da cenni storici sulle leggi stesse, in 8°, Milano 1816.
- Esposizione della competenza delle magistrature giudiziarie del regno Lombardo-Veneto, Pavia, 1820.
  - Teoria del diritto giurisdizionalo ed esposizione della competenza delle magistrature giudiziarie del Regno lombardo-veneto, in 8°, Pavia 1824.
- Compendio storico del diritto romano del S. Dupin, tradotto con note a giunta d’un compendio storico del diritto civile italiano ed austriaco e del diritto canonico, in 8°, Pavia 1822.
- Del diritto commerciale e marittimo secondo le leggi austriache e italiche, in 8°, Pavia 1822.
- Discorso d’introduzione allo leggi del diritto civile universale austriaco colle differenze tra queste ed il diritto civile francese, in 8°, Pavia, 1823.
- Guida al diritto di successione legitima secondo il codice civ. austriaco colle differenze tra questo e il diritto civile francese, in 8°, Pavia, 1823.
- Istituzioni del diritto civile austriaco con le differenze dal codice civile francese, dal parmense, dal romano e dalla legislazione sarda, 3 volumi, in 8°, Pavia, 1829–1832. Appendice I, in 8°, Pavia, 1836; Appendice II, in 8° Pavia, 1838.
- Principj intorno alle servitù secondo la legislazione austriaca, in 8°, Pavia, 1831.
- Principj intorno alla comproprietà e comunione di altri diritti reali secondo il diritto civile austriaco, in 8°, Pavia, 1831.
- Osservazioni risguardanti l'opera Instituzioni del Diritto Civile Austriaco, in 8°, Pavia, Bizzoni, 1833.
- Istruzioni intorno alle servitù reali, Milano, 1835.
- Epitome di studio sulla origine della podestà civile, Pavia, 1853.